# Himinhrjóðr

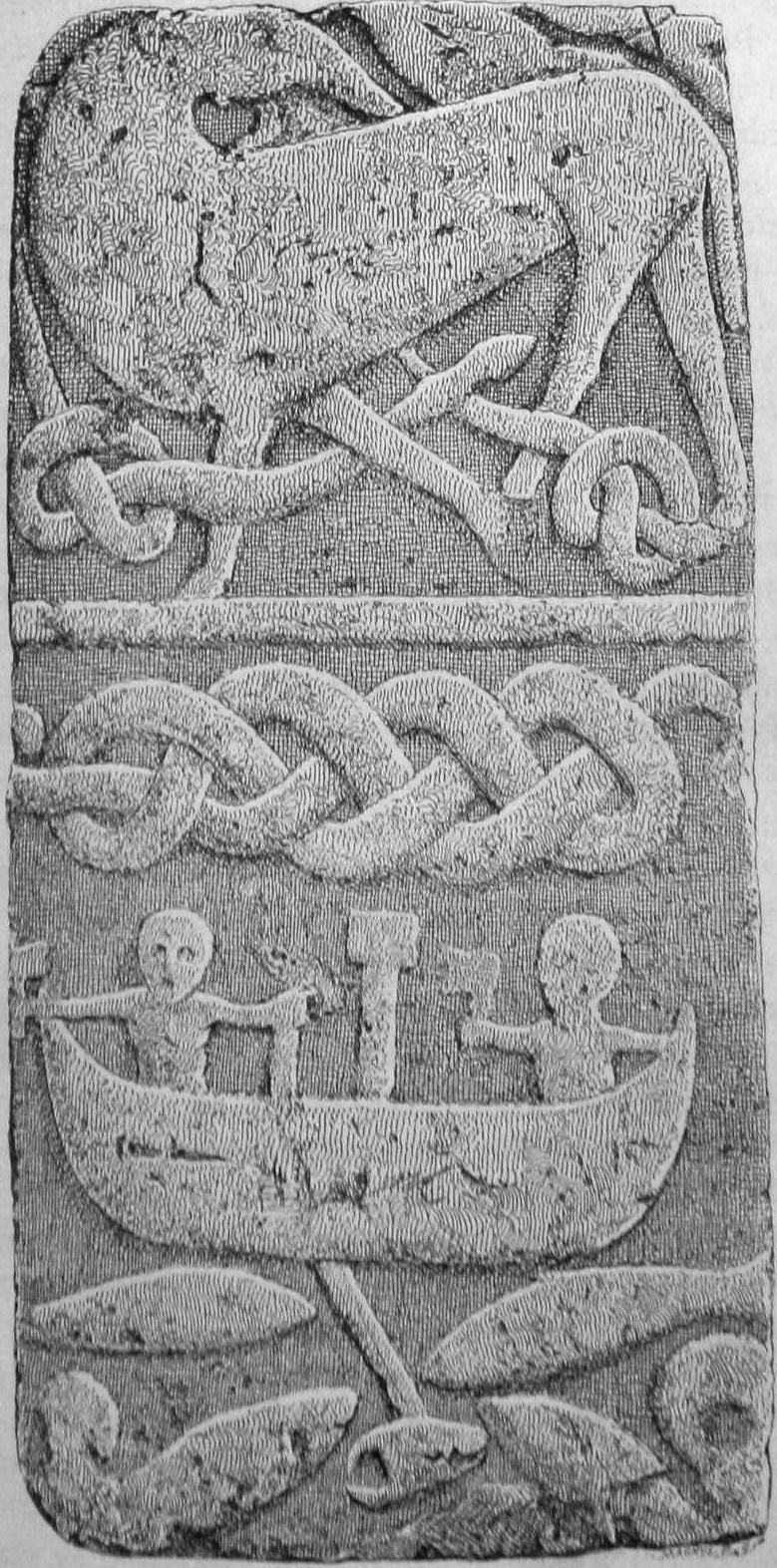
Tors fiske på bildsten i Gosforth.

Himinhrjóðr (med flera stavningsvarianter) är en oxe i nordisk mytologi. Enligt Snorre Sturlasson var det denna oxes huvud som Tor satte på kroken när han var ute på fiske med jätten Hymer och råkade fånga Midgårdsormen.

## Källskrifterna
Om hur en betande oxe blev bete på den krok som fångade Midgårdsormen, berättas utförligast av Snorre i Gylfaginning, kapitel 48.
| ” | Han [Tor] frågade Hymer vad de skulle ha till bete, men Hymer sade åt honom att skaffa sig bete själv. Då gav sig Tor åstad tills han såg en flock oxar som Hymer ägde. Han tog den största oxen, som hette Himinhrjótr, slet av den huvudet och gick med det till stranden. | „ |

Det var på detta oxhuvud som Midgårdsormen senare nappade, men när Hymer såg vilken fångst de fått blev han så förskräckt att han högg av reven, varpå ormen sjönk tillbaka i havets djup.
Snorres källa tycks ha varit Hymiskviða, stroferna 18–25. Men Tors fiske omtalas också i Brage den gamles Ragnarsdrápa och i Húsdrápa av Úlfr Uggason. Även andra skalder från 800- och 900-talen anspelar på myten, såsom Eysteinn Valdason och Gamli gnævaðarskáld. Men i ingen av dessa källor nämns namnet på Hymers oxe – Snorre är ensam om den uppgiften.
Mytologiska figurer som endast nämns av Snorre har ofta misstänkts för att vara hans egna påhitt. Rudolf Simek gissar att det var Snorre själv som lät Hymers oxe heta Himinhrjóðr. Men namnet finns även i tulornas Øxna heiti, liksom i Torgrimstulans andra fragment. Det kan alltså inte ha varit Snorre själv som hittade på namnet – men han kan ju på eget bevåg ha kopplat det till myten om Tors fiske. ”Himinhrjóðr” är ett mytologiskt engångsnamn som verkar omotiverat i det sammanhang där Snorre satte in det.

## Namnet
Oxnamnet finns i flera varianter. Förledet Himin(n), ”himmel”, är oförändrat medan efterledet varierar. Himinhrjóðr kan betyda ”himmelsförstörare” om sista ledet kommer av verbet hrjóða, ”röja, göra rent hus, länsa”. Finnur Jónsson tänkte sig hornen vara så höga ”at de synes at gennembore himlen”. Oförsiktiga rörelser skulle då kunna orsaka stjärnfall. Åke Ohlmarks gav i sin eddaöversättning oxen namnet ”Himmelsröje”. En annan stavning är Himin(s)hrjótr eller Himins rjótr. Efterledet kan då antingen komma av hrjóta, ”falla, slungas iväg” och ge betydelsen ”en som kastar sig mot himlen” eller av verbet (h)rjóta, ”fnysa, frusta, ryta”, och i så fall betyda ”en som fnyser, frustar, ryter (råmar?) mot himlen”.  Uppsala-Eddan har stavningen Himinrjóðr, vilket betyder ”himlens rödfärgare”, av rjóða, ”färga röd”. Slutligen kan namnet vara Himinbrjótr av brjóta, ”bryta, slå sönder, förstöra”. Just detta ord är vanligt i sammansättningar (till exempel brimbrjótr, ”vågbrytare”) och oxnamnet skulle då kunna översättas ”himmelsbrytare”.

## Hymers fötter och Himinhrjóðsfjall
Hymiskviða låter Tor och Hymer ro tillbaka sedan Midgårdsormen sjunkit i havet, men Snorre berättar en delvis annorlunda historia. Enligt honom blev Tor så ursinnig när jätten högg av reven att han 
| ” | … drämde till Hymer på örat med näven så att han for huvudstupa överbord, och man kan ännu se hans fotsulor i sjön. Men Tor vadade i land. | „ |

 Jätten sjönk alltså som en sten med fötterna upp. ”Detta måste syfta på ett par välkända undervattensgrund”, skriver Björn Collinder i en kommentar till sin översättning av Snorres Edda. Snorre verkar här ge en förklaringssägen som skulle placera myten om Tors fiskafänge i verklighetens geografi. Enligt Hymiskviða bodde Hymer vid världens kant (at himins ęnda), varför händelsen bör ha inträffat någonstans i Norra ishavet eller Grönlandshavet. Vi känner inte längre platsen där ”Hymers grund” uppstod, men Snorres samtida var säkert inte lika okunniga. Kan det vara så att även Himinhrjóðr åsyftar en geografisk plats?
Nästan ett halvt årtusendes namngivning föll i glömska när nordborna ett eller två sekler efter Snorres levnad försvann från Grönland. Det som blev kvar i det kollektiva minnet var diverse fjordnamn samt namn på kyrkor och gårdar som omtalas i islänningasagorna. Men det finns faktiskt en bevarad beskrivning av Grönlands geografi från 1360-talet. Upphovsman till denna var en viss Ivar Bårdsson (Ívarr Bárðarson eller Ivarus Barderij), som på Jón den skalliges biskopstid (1349–68), förestod domkyrkan och biskopsgården i Garðar. Troligen har det rört sig om en muntlig redogörelse, som nedtecknats på dåtida norska, senare uppblandad med danska, av en i dag okänd skrivare. Dokumentet finns i flera avskrifter av varierande kvalitet, och många namn är svårlästa. Ett rådbråkat fjällnamn på grönländska västkusten, som kanske kan läsas Hemelrachs Fjelld (alternativt Himinraðzfjall, Hemeuell Radszfielt eller Hammelrads F, med flera varianter) översattes av Carl Christian Rafn och Finnur Magnússon i Grönlands historiske Mindesmærker till Himinraki (”det mod himlen rækkende fjæld”). Men den tydliga s-genitiv, som finns i flertalet versioner, gör att -raki (vars genitiv är raka) måste uteslutas, ansåg Finnur Jónsson, som inte kunde finna någon annan lösning än att namnet ursprungligen bör ha varit Himinhrjóðr eller Himinhrjóðsfjall. Det är ju namnet på en oxe med höga horn, konstaterar han, men så kunde nog också ett fjäll med höga toppar kallas.
Enligt Ivar Bårdsson var Himinhrjóðr – om vi väljer den namnformen – ett viktigt landmärke, ty här gick en gräns: Längre norrut skulle man inte segla om livet var en kärt – därefter är havet fullt av malströmmar. I Grönlands historiske Mindesmærker identifieras fjället med Hjortetakken (Kingittorsuaq), som är 1188 meter högt och från havet kan ses på ett avstånd av 150 kilometer.
Om Finnur Jónsson tolkade namnet rätt, så verkar alltså Snorre ha förknippat myten om Tors fiskefärd med ett stort landmärke och två i närheten befintliga grund, som kanske kallades ”Hymers sulor” (Hymisiljar (?)). Men om detta var hans eget påhitt, eller om myten redan var knuten till dessa platser, kan vi inte veta.